# Русская куренция
Русская куренция («руская» («тутэйшая») курэнцыя) — система денежного счета на территории белорусско-литовских губерний в XVIII в., которая отражала курсы обращения полноценных монет на местных рынках в отличие от официально определенных — конституционной куренции.
В письменных источниках упоминается в 1726 — 1762 гг. Согласно русской куренции полноценные номиналы монет переводились на паритетные им суммы в медных шелягах: злотый красный = от 20 злотых 15 грошей до 22 злотых 15 грошей в шеляжной монете, талер = 9 злотым 15 грошам, тымф = 1 злотому 15 грошам, шостак = 15 грошам.